# Tiopłoje (obwód biełgorodzki)
Tiopłoje (ros. Тёплое) – wieś w Rosji, w obwodzie biełgorodzkim, w rejonie borisowskim. W 2021 liczyła 127 mieszkańców.